# Midtbyen (Trondheim)
Midtbyen, literalmente «centro de la ciudad», es, junto a Lerkendal, Heimdal y Østbyen, uno de los cuatro distritos (en noruego bokmål: bydelene) en los que se divide la ciudad de Trondheim, en la provincia (fylke) de Sør-Trøndelag,  Noruega.
Fue creado mediante decreto el 1 de enero de 2005 y está compuesto por los barrios de Sentrum, Byåsen, Ila, Tempe, Elgeseter, Stavne y Trolla. Limita al sur con el distrito de Lerkendal.
Algunos puntos de interés son la Catedral de Nidaros, la estatua del fundador de la ciudad, Olaf I de Noruega, y el Instituto de Arqueología y el Conservatorio de Música de la Universidad Noruega de Ciencia y Tecnología (NTNU). Además, Midtbyen es donde se sitúa la sede de los principales bancos de Trondheim. 